# Jean-Louis Roumégas
Jean-Louis Roumégas (Alger, 1952) és el portaveu de Els Verds a França. Va adscriure's al partit de Els Verds l'any 1992. De 2001 a 2008 va ser conseller a l'ajuntament de Montpeller. Va créixer a Erau i va estudiar Filosofia i Lletres Montpeller. També fa de mestre d'escola.
Es presenta a les eleccions regionals franceses de 2010 de Llenguadoc-Rosselló amb el partit de Els Verds. El 17 de juny del 2012 va ser elegit diputat a l'Assemblea Nacional francesa per la primera circumscripció de l'Erau amb el 50,10% dels vots.